# Michael Davidson
Michael Davidson (ur. jako Michael Jay Davidson w 20 lipca 1963 roku w New Jersey) – amerykański piosenkarz i autor piosenek, tzw. artysta jednego przeboju.

## Kariera
W 1987 roku nagrał piosenkę "Turn It Up" na płytę Who's That Girl Madonny. Była to w rzeczywistości ścieżka dźwiękowa do filmu Kim jest ta dziewczyna?. Piosenka "Turn It Up" została wydana na singlu i nakręcono do niej teledysk. Dotarła ona do 15. miejsca na amerykańskiej liście tanecznej Hot Dance Club Play i zdobyła popularność w dyskotekach.
Drugi i ostatni singel Davidsona, zatytułowany "Warehouse", ukazał się w 1989 roku. Został wydany, podobnie jak poprzedni, przez Warner Music, a wyprodukował go Mark Kamins.
Jest także autorem piosenek innych wykonawców. Napisał m.in. utwór "It's a Strange Love" dla Brigitte Nielsen na jej debiutancki album Every Body Tells a Story z 1987 roku.

## Single
- 1987: "Turn It Up"
- 1989: "Warehouse"